# 1965 في أستراليا
فيما يلي قوائم الأحداث التي وقعت خلال عام 1965 في أستراليا.

## رياضة
- 1 يناير – البطولات الأسترالية 1965

## مواليد

### يناير
- 9 يناير – دارين بينيت
- 11 يناير – توني فرانكن لاعب كرة قدم أسترالي.
- 26 يناير – كاثرين مارتن[1]

### فبراير
- 14 فبراير – ارين إليس[2]

### مارس
- 19 مارس – ريك بيتس

### أبريل
- 30 أبريل – غريغوري تشارلز ريفرز ممثل أسترالي.

### مايو
- 6 مايو – مايك بيترسن لاعب كرة قدم أسترالي.[3]
- 8 مايو – ديف أونيل سياسي أسترالي.
- 12 مايو – أنتوني براندون وونغ ممثل أسترالي.
- 27 مايو – بات كاش لاعب كرة مضرب أسترالي.

### يونيو
- 4 يونيو – ميك دوهان متسابق دراجات نارية أسترالي.
- 28 يونيو – ميشيل تيمز
- 29 يونيو – ستيفن جونز سياسي أسترالي.

### يوليو
- 1 يوليو – سيمون يول لاعب كرة مضرب أسترالي.
- 4 يوليو – جون فراولي لاعب كرة مضرب أسترالي.
- 24 يوليو – أندرو غيز لاعب كرة سلة أسترالي.

### أغسطس
- 19 أغسطس – جيمس تومكينز مُجدّف أسترالي.[4]
- 23 أغسطس – إليزابيث مينتر لاعبة كرة مضرب أسترالية.

### سبتمبر
- 1 سبتمبر – كريج مكلاكلين
- 3 سبتمبر – كوستاس مانديلور ممثل أسترالي.[5]
- 21 سبتمبر – ديفيد وينهام ممثل أسترالي.[6]
- 23 سبتمبر – مارك وودفورد لاعب كرة مضرب أسترالي.

### أكتوبر
- 2 أكتوبر – دارين كاهيل لاعب كرة مضرب أسترالي.
- 15 أكتوبر – مايك مكاي لاعب كرة سلة أسترالي.

### نوفمبر
- 18 نوفمبر – جريج هنت سياسي أسترالي.

### ديسمبر
- 1 ديسمبر – بيتر غريست صحفي أسترالي.
- 31 ديسمبر – توني دوريغو لاعب كرة قدم إنجليزي.[7]

## وفيات

### يناير
- 1 يناير – اوسي نيكلسون (مواليد 1906) دراج أسترالي.
- 16 يناير – إليزه جاين ويلسون (مواليد 1890) مخرجة أفلام أسترالية.[8]

### فبراير
- 20 فبراير – ليكس دافيسون (مواليد 1923) سائق سباق أسترالي.

### مارس
- 25 أغسطس – هيدلي مارستون (مواليد 1900)[9][9]

### أغسطس
- 25 أغسطس – هيدلي مارستون (مواليد 1900)[9][9]

### نوفمبر
- 2 نوفمبر – هيربرت فير إيفات (مواليد 1894)[10]
- 23 نوفمبر – فرانك دبنهام (مواليد 1883)[11]